# محمد حامد (كاتب)
محمد حامد هو كاتب، وروائي، ومترجم سعودي وُلد بقرية آل غريبة في جنوب المملكة العربية السعودية في 5 مارس 1983.

## أعماله ومؤلفاته
كتب محمد حامد العديد من المؤلفات، ومنها:
- بورتريه الوحدة (رواية): صدرت عام 2011 عن دار جداول للنشر و التوزيع.[3][4]
- أرواح عارية: صدرت عام 2010 عن دار طوى للنشر والتوزيع.[5]
- ست دقائق: صدرت عام 2016 عن الدار العربية للطباعة والنشر.[6]
- قيلولة[7]
- الحياة موتا

- المهاد (رواية): صدرت عام 2020 عن دار تشكيل للنشر والتوزيع.[8]

كما صدرت له العديد من مجموعات القصص القصيرة المترجمة والمختارة من الأدب العالمي، ومنها:
- من روائع الأدب الإنجليزي: صدرت عام 2016 عن دار المحرر الأدبي للنشر والتوزيع، وتحتوي على 20 قصة قصيرة مترجمة من الأدب الإنجليزي.[9]
- من روائع الأدب العالمى: صدرت عام 2016 عن دار المحرر الأدبي للنشر والتوزيع، وتحتوي على 12 قصة قصيرة مترجمة من الأدب العالمي.[10]
- من روائع الأدب الإيطالي: صدرت عام 2016 عن دار المحرر الأدبي للنشر والتوزيع، وتحتوي على 12 قصة قصيرة من الأدب الإيطالي.[11]
- من روائع الادب الروسى: صدرت عام 2018، وتحتوي على 12 قصة قصيرة مترجمة من الأدب الروسي.[12]
- من روائع الادب الامريكى: صدرت عام 2018، وتحتوي على 11 قصة قصيرة من الأدب الأمريكي.[13]